# Sun’en-Linie
| Streckenlänge: | 68,5 km             |                             |                             |
| Spurweite: | 762 mm (Schmalspur) |                             |                             |
| Zweigleisigkeit: | nein                |                             |                             |
| |                     |                             |                             |
| Gesellschaft: | Shizuoka Tetsudō    |                             |                             |
| \| \| 0,0 \| Suruga-Okabe (駿河岡部) \| Suruga-Okabe (駿河岡部) \| \| \| 1,2 \| Yokouchi (横内) \| Yokouchi (横内) \| \| \| 3,0 \| Yawatabashi (八幡橋) \| Yawatabashi (八幡橋) \| \| \| 3,5 \| Mizumori (水守) \| Mizumori (水守) \| \| \| 4,3 \| Nō Gakkō-mae (農学校前) \| Nō Gakkō-mae (農学校前) \| \| \| 4,8 \| Ōte (大手) \| Ōte (大手) \| \| \| 5,3 \| Keizenji-mae (慶全寺前) \| Keizenji-mae (慶全寺前) \| \| \| 6,0 \| Fujieda-honmachi (藤枝本町) \| Fujieda-honmachi (藤枝本町) \| \| \| 6,5 \| Setogawa (瀬戸川) \| Setogawa (瀬戸川) \| \| \| 7,1 \| Shida (志太) \| Shida (志太) \| \| \| \| Aokimura (青木村) \| \| \| \| 8,7 \| Shin-Fujieda (新藤枝) \| Shin-Fujieda (新藤枝) \| \| \| \| ↔ Tōkaidō-Hauptlinie \| \| \| \| \| ↔ Tōkaidō-Shinkansen \| \| \| \| 10,9 \| Takasu (高洲) \| Takasu (高洲) \| \| \| 12,5 \| Ōsu (大洲) \| Ōsu (大洲) \| \| \| 13,3 \| Kami-Shinden (上新田) \| Kami-Shinden (上新田) \| \| \| \| Aikawa (相川) \| \| \| \| 15,0 \| Ōigawa (大井川) \| Ōigawa (大井川) \| \| \| \| Ōi-gawa \| \| \| \| 17,0 \| Ōhata (大幡) \| Ōhata (大幡) \| \| \| 17,8 \| Enshū-Kando (遠州神戸) \| Enshū-Kando (遠州神戸) \| \| \| 19,5 \| Kami-Yoshida (上吉田) \| Kami-Yoshida (上吉田) \| \| \| 20,5 \| Shimo-Yoshida (下吉田) \| Shimo-Yoshida (下吉田) \| \| \| 21,7 \| Konmatsu (根松) \| Konmatsu (根松) \| \| \| 23,0 \| Hosoe (細江) \| Hosoe (細江) \| \| \| 23,8 \| Shizunami (静波) \| Shizunami (静波) \| \| \| 24,8 \| Haibara-chō (榛原町) \| Haibara-chō (榛原町) \| \| \| 27,3 \| Katahama (片浜) \| Katahama (片浜) \| \| \| 29,4 \| Ōtahama (太田浜) \| Ōtahama (太田浜) \| \| \| 30,8 \| Sagara (相良) \| Sagara (相良) \| \| \| 31,8 \| Shin-Sagara (新相良) \| Shin-Sagara (新相良) \| \| \| \| Kozutsumiyama-Tunnel \| \| \| \| 32,4 \| Hazu (波津) \| Hazu (波津) \| \| \| 33,7 \| Susuki (須々木) \| Susuki (須々木) \| \| \| 34,8 \| Ochii (落居) \| Ochii (落居) \| \| \| 36,7 \| Jitōgata (地頭方) \| Jitōgata (地頭方) \| \| \| 38,0 \| Horino-shinden (堀野新田) \| Horino-shinden (堀野新田) \| \| \| 39,1 \| Genbo (玄保) \| Genbo (玄保) \| \| \| 40,0 \| Enshū-Sakura (遠州佐倉) \| Enshū-Sakura (遠州佐倉) \| \| \| 41,2 \| Sakuragaike (桜ヶ池) \| Sakuragaike (桜ヶ池) \| \| \| 42,8 \| Hamaoka-chō (浜岡町) \| Hamaoka-chō (浜岡町) \| \| \| 45,1 \| Shiobara-shinden (塩原新田) \| Shiobara-shinden (塩原新田) \| \| \| 47,0 \| Gōdo (合戸) \| Gōdo (合戸) \| \| \| 47,9 \| Chihama (千浜) \| Chihama (千浜) \| \| \| \| Kuniyasu-Kaigan (国安海岸) \| \| \| \| 49,9 \| Nishi-Chihama (西千浜) \| Nishi-Chihama (西千浜) \| \| \| 51,1 \| Shin-Mitsumata (新三俣) \| Shin-Mitsumata (新三俣) \| \| \| 52,2 \| Minami-Ōsaka (南大坂) \| Minami-Ōsaka (南大坂) \| \| \| 53,0 \| Yaguchi (谷口) \| Yaguchi (谷口) \| \| \| 53,9 \| Noga (野賀) \| Noga (野賀) \| \| \| 55,7 \| Nonaka (野中) \| Nonaka (野中) \| \| \| 56,9 \| Kawara-machi (河原町) \| Kawara-machi (河原町) \| \| \| 58,2 \| Shin-Yokosuka (新横須賀) \| Shin-Yokosuka (新横須賀) \| \| \| 59,5 \| Shichiken-chō (七軒町) \| Shichiken-chō (七軒町) \| \| \| \| Shinkawa-Nishi (新川西) \| \| \| \| 60,7 \| Ishizu (石津) \| Ishizu (石津) \| \| \| 61,4 \| Shin-Miwa (新三輪) \| Shin-Miwa (新三輪) \| \| \| 62,2 \| Shin-Okazaki (新岡崎) \| Shin-Okazaki (新岡崎) \| \| \| 63,3 \| Igooka (五十岡) \| Igooka (五十岡) \| \| \| 64,3 \| Asana (浅名) \| Asana (浅名) \| \| \| 65,0 \| Shiba (芝) \| Shiba (芝) \| \| \| 66,2 \| Moroi (諸井) \| Moroi (諸井) \| \| \| 67,3 \| Yanagihara (柳原) \| Yanagihara (柳原) \| \| \| \| ↔ Tōkaidō-Shinkansen \| \| \| \| 68,5 \| Shin-Fukuroi (新袋井) \| Shin-Fukuroi (新袋井) \| \| \| \| ↔ Tōkaidō-Hauptlinie \| \| \| \| \| ↓ Akiha-Linie \| \| |                     |                             |                             |
| Kopfbahnhof Streckenanfang (Strecke außer Betrieb) | 0,0                 | Suruga-Okabe (駿河岡部)     | Suruga-Okabe (駿河岡部)     |
| Haltepunkt / Haltestelle (Strecke außer Betrieb) | 1,2                 | Yokouchi (横内)             | Yokouchi (横内)             |
| Haltepunkt / Haltestelle (Strecke außer Betrieb) | 3,0                 | Yawatabashi (八幡橋)        | Yawatabashi (八幡橋)        |
| Haltepunkt / Haltestelle (Strecke außer Betrieb) | 3,5                 | Mizumori (水守)             | Mizumori (水守)             |
| Haltepunkt / Haltestelle (Strecke außer Betrieb) | 4,3                 | Nō Gakkō-mae (農学校前)     | Nō Gakkō-mae (農学校前)     |
| Bahnhof (Strecke außer Betrieb) | 4,8                 | Ōte (大手)                  | Ōte (大手)                  |
| Haltepunkt / Haltestelle (Strecke außer Betrieb) | 5,3                 | Keizenji-mae (慶全寺前)     | Keizenji-mae (慶全寺前)     |
| Haltepunkt / Haltestelle (Strecke außer Betrieb) | 6,0                 | Fujieda-honmachi (藤枝本町) | Fujieda-honmachi (藤枝本町) |
| Haltepunkt / Haltestelle (Strecke außer Betrieb) | 6,5                 | Setogawa (瀬戸川)           | Setogawa (瀬戸川)           |
| Haltepunkt / Haltestelle (Strecke außer Betrieb) | 7,1                 | Shida (志太)                | Shida (志太)                |
| Haltepunkt / Haltestelle (Strecke außer Betrieb) |                     | Aokimura (青木村)           | Aokimura (青木村)           |
| Kopfbahnhof Streckenanfang und quer (Strecke außer Betrieb) · Abzweig nach rechts und von rechts (Strecke außer Betrieb) | 8,7                 | Shin-Fujieda (新藤枝)       | Shin-Fujieda (新藤枝)       |
| Bahnhof quer · Kreuzung geradeaus oben (Strecke geradeaus außer Betrieb) |                     | ↔ Tōkaidō-Hauptlinie        | ↔ Tōkaidō-Hauptlinie        |
| Kreuzung geradeaus unten (Strecke geradeaus außer Betrieb) |                     | ↔ Tōkaidō-Shinkansen        | ↔ Tōkaidō-Shinkansen        |
| Haltepunkt / Haltestelle (Strecke außer Betrieb) | 10,9                | Takasu (高洲)               | Takasu (高洲)               |
| Haltepunkt / Haltestelle (Strecke außer Betrieb) | 12,5                | Ōsu (大洲)                  | Ōsu (大洲)                  |
| Haltepunkt / Haltestelle (Strecke außer Betrieb) | 13,3                | Kami-Shinden (上新田)       | Kami-Shinden (上新田)       |
| Haltepunkt / Haltestelle (Strecke außer Betrieb) |                     | Aikawa (相川)               | Aikawa (相川)               |
| Bahnhof (Strecke außer Betrieb) | 15,0                | Ōigawa (大井川)             | Ōigawa (大井川)             |
| Brücke über Wasserlauf (Strecke außer Betrieb) |                     | Ōi-gawa                     | Ōi-gawa                     |
| Haltepunkt / Haltestelle (Strecke außer Betrieb) | 17,0                | Ōhata (大幡)                | Ōhata (大幡)                |
| Haltepunkt / Haltestelle (Strecke außer Betrieb) | 17,8                | Enshū-Kando (遠州神戸)      | Enshū-Kando (遠州神戸)      |
| Haltepunkt / Haltestelle (Strecke außer Betrieb) | 19,5                | Kami-Yoshida (上吉田)       | Kami-Yoshida (上吉田)       |
| Haltepunkt / Haltestelle (Strecke außer Betrieb) | 20,5                | Shimo-Yoshida (下吉田)      | Shimo-Yoshida (下吉田)      |
| Bahnhof (Strecke außer Betrieb) | 21,7                | Konmatsu (根松)             | Konmatsu (根松)             |
| Haltepunkt / Haltestelle (Strecke außer Betrieb) | 23,0                | Hosoe (細江)                | Hosoe (細江)                |
| Haltepunkt / Haltestelle (Strecke außer Betrieb) | 23,8                | Shizunami (静波)            | Shizunami (静波)            |
| Bahnhof (Strecke außer Betrieb) | 24,8                | Haibara-chō (榛原町)        | Haibara-chō (榛原町)        |
| Haltepunkt / Haltestelle (Strecke außer Betrieb) | 27,3                | Katahama (片浜)             | Katahama (片浜)             |
| Haltepunkt / Haltestelle (Strecke außer Betrieb) | 29,4                | Ōtahama (太田浜)            | Ōtahama (太田浜)            |
| Bahnhof (Strecke außer Betrieb) | 30,8                | Sagara (相良)               | Sagara (相良)               |
| Haltepunkt / Haltestelle (Strecke außer Betrieb) | 31,8                | Shin-Sagara (新相良)        | Shin-Sagara (新相良)        |
| Tunnel (Strecke außer Betrieb) |                     | Kozutsumiyama-Tunnel        | Kozutsumiyama-Tunnel        |
| Haltepunkt / Haltestelle (Strecke außer Betrieb) | 32,4                | Hazu (波津)                 | Hazu (波津)                 |
| Haltepunkt / Haltestelle (Strecke außer Betrieb) | 33,7                | Susuki (須々木)             | Susuki (須々木)             |
| Haltepunkt / Haltestelle (Strecke außer Betrieb) | 34,8                | Ochii (落居)                | Ochii (落居)                |
| Haltepunkt / Haltestelle (Strecke außer Betrieb) | 36,7                | Jitōgata (地頭方)           | Jitōgata (地頭方)           |
| Bahnhof (Strecke außer Betrieb) | 38,0                | Horino-shinden (堀野新田)   | Horino-shinden (堀野新田)   |
| Haltepunkt / Haltestelle (Strecke außer Betrieb) | 39,1                | Genbo (玄保)                | Genbo (玄保)                |
| Haltepunkt / Haltestelle (Strecke außer Betrieb) | 40,0                | Enshū-Sakura (遠州佐倉)     | Enshū-Sakura (遠州佐倉)     |
| Bahnhof (Strecke außer Betrieb) | 41,2                | Sakuragaike (桜ヶ池)        | Sakuragaike (桜ヶ池)        |
| Bahnhof (Strecke außer Betrieb) | 42,8                | Hamaoka-chō (浜岡町)        | Hamaoka-chō (浜岡町)        |
| Haltepunkt / Haltestelle (Strecke außer Betrieb) | 45,1                | Shiobara-shinden (塩原新田) | Shiobara-shinden (塩原新田) |
| Haltepunkt / Haltestelle (Strecke außer Betrieb) | 47,0                | Gōdo (合戸)                 | Gōdo (合戸)                 |
| Haltepunkt / Haltestelle (Strecke außer Betrieb) | 47,9                | Chihama (千浜)              | Chihama (千浜)              |
| Haltepunkt / Haltestelle (Strecke außer Betrieb) |                     | Kuniyasu-Kaigan (国安海岸)  | Kuniyasu-Kaigan (国安海岸)  |
| Haltepunkt / Haltestelle (Strecke außer Betrieb) | 49,9                | Nishi-Chihama (西千浜)      | Nishi-Chihama (西千浜)      |
| Bahnhof (Strecke außer Betrieb) | 51,1                | Shin-Mitsumata (新三俣)     | Shin-Mitsumata (新三俣)     |
| Haltepunkt / Haltestelle (Strecke außer Betrieb) | 52,2                | Minami-Ōsaka (南大坂)       | Minami-Ōsaka (南大坂)       |
| Haltepunkt / Haltestelle (Strecke außer Betrieb) | 53,0                | Yaguchi (谷口)              | Yaguchi (谷口)              |
| Haltepunkt / Haltestelle (Strecke außer Betrieb) | 53,9                | Noga (野賀)                 | Noga (野賀)                 |
| Bahnhof (Strecke außer Betrieb) | 55,7                | Nonaka (野中)               | Nonaka (野中)               |
| Haltepunkt / Haltestelle (Strecke außer Betrieb) | 56,9                | Kawara-machi (河原町)       | Kawara-machi (河原町)       |
| Bahnhof (Strecke außer Betrieb) | 58,2                | Shin-Yokosuka (新横須賀)    | Shin-Yokosuka (新横須賀)    |
| Haltepunkt / Haltestelle (Strecke außer Betrieb) | 59,5                | Shichiken-chō (七軒町)      | Shichiken-chō (七軒町)      |
| Haltepunkt / Haltestelle (Strecke außer Betrieb) |                     | Shinkawa-Nishi (新川西)     | Shinkawa-Nishi (新川西)     |
| Haltepunkt / Haltestelle (Strecke außer Betrieb) | 60,7                | Ishizu (石津)               | Ishizu (石津)               |
| Haltepunkt / Haltestelle (Strecke außer Betrieb) | 61,4                | Shin-Miwa (新三輪)          | Shin-Miwa (新三輪)          |
| Bahnhof (Strecke außer Betrieb) | 62,2                | Shin-Okazaki (新岡崎)       | Shin-Okazaki (新岡崎)       |
| Haltepunkt / Haltestelle (Strecke außer Betrieb) | 63,3                | Igooka (五十岡)             | Igooka (五十岡)             |
| Haltepunkt / Haltestelle (Strecke außer Betrieb) | 64,3                | Asana (浅名)                | Asana (浅名)                |
| Haltepunkt / Haltestelle (Strecke außer Betrieb) | 65,0                | Shiba (芝)                  | Shiba (芝)                  |
| Haltepunkt / Haltestelle (Strecke außer Betrieb) | 66,2                | Moroi (諸井)                | Moroi (諸井)                |
| Haltepunkt / Haltestelle (Strecke außer Betrieb) | 67,3                | Yanagihara (柳原)           | Yanagihara (柳原)           |
| Kreuzung geradeaus unten (Strecke geradeaus außer Betrieb) |                     | ↔ Tōkaidō-Shinkansen        | ↔ Tōkaidō-Shinkansen        |
| Kopfbahnhof Streckenanfang und quer (Strecke außer Betrieb) · Strecke nach rechts (außer Betrieb) | 68,5                | Shin-Fukuroi (新袋井)       | Shin-Fukuroi (新袋井)       |
| Bahnhof quer · Strecke quer |                     | ↔ Tōkaidō-Hauptlinie        | ↔ Tōkaidō-Hauptlinie        |
| U-Bahn-Kopfbahnhof Streckenanfang (Strecke außer Betrieb) |                     | ↓ Akiha-Linie               | ↓ Akiha-Linie               |

Die Sun’en-Linie (jap. (駿遠線), Sun’en-sen) war eine Überlandstraßenbahn auf der japanischen Insel Honshū mit einer Spurweite von 762 mm. In der Präfektur Shizuoka verband sie Fujieda mit Omaezaki und Fukuroi. Sie entstand ab 1913 durch die Bahngesellschaften Tōsō Tetsudō und Chūen Tetsudō, die 1943 beide in der Shizuoka Tetsudō aufgingen. Zu keinem Zeitpunkt waren alle Abschnitte gleichzeitig in Betrieb, sodass die maximale Betriebslänge 63,7 km betrug. Eine durchgehende Verbindung von Fujieda nach Fukuroi bestand nur von 1948 bis 1964. Damals war die Sun’en-Linie die längste Straßenbahnlinie des Landes. Bis 1970 wurde sie schrittweise stillgelegt.

## Beschreibung
Der nordöstliche Ausgangspunkt lag in Okabe, heute ein Stadtteil von Fujieda. Die Strecke führt zunächst in südwestlicher Richtung durch das Stadtzentrum und passierte den Bahnhof Fujieda auf einer Brücke über die Tōkaidō-Hauptlinie. Weiter ging es südwärts durch den westlichen Teil von Yaizu und über den Fluss Ōi nach Yoshida. Anschließend folgte die Strecke der Küste der Suruga-Bucht, um über Makinohara nach Omaezaki zu gelangen. Im Zentrum von Omaezaki bog die Strecke nach Westen ab, verlief zunächst parallel zur Enshū-Küste und schließlich nordwestwärts zum Bahnhof Fukuroi. Dort traf sie erneut auf die Tōkaidō-Hauptlinie, ebenso konnte dort zur Akiba-Linie umgestiegen werden.
Nach der Stilllegung wurde ein großer Teil der früheren Trasse zu einem Radweg umfunktioniert, während weitere Abschnitte heute Nebenstraßen mit wenig Verkehr sind. Ebenfalls für den Fahrradverkehr freigeben ist der rund hundert Meter lange Kozutsumiyama-Tunnel in Sagara, einem Stadtteil von Makinohara. Von der Brücke über den Ōi sind nur die Pfeiler an beiden Ufern erhalten geblieben.

## Geschichte
Am 15. November 1911 wurde die Bahngesellschaft Tōsō Tetsudō (藤相鉄道) gegründet. Diese eröffnete am 16. November 1913 eine Dampfstraßenbahn von Ōte nach Shin-Fujieda (unmittelbar neben dem Bahnhof Fujieda), gefolgt vom Teilstück nach Ōigawa 3. September 1914. Der Bau der daran anschließenden Brücke über den Fluss Ōi verzögerte sich, weshalb am Südufer für mehrere Monate ein Inselbetrieb bestand: ab 1. Mai 1915 von Ōhata nach Hosoe und ab 18. September desselben Jahres weiter nach Haibara-chō. Die Brücke war im November 1915 fertiggestellt, erhielt aber nur eine provisorische Betriebsgenehmigung als handbetriebene Bahn. Aus diesem Grund mussten die Lokomotiven vor den Brückenenden abgekuppelt und die Wagen hinübergeschoben werden; erst ab 4. April 1924 war ein durchgehender Dampfbetrieb möglich. Am südlichen Streckenende kamen zwei Verlängerungen hinzu: von Haibara-chō nach Sagara am 16. Juni 1918 und von Sagara nach Jitōgata am 27. April 1926. Im Norden eröffnete die Tōsō Tetsudō am 16. Januar 1925 das Teilstück von Ōte nach Suruga-Okabe, legte es aber bereits am 19. Mai 1936 wieder still.
Die Gründung der Bahngesellschaft Chūen Tetsudō (中遠鉄道) erfolgte am 28. August 1912. Von Shin-Fukuroi aus (neben dem Bahnhof Fukuroi) führte der am 12. Januar 1914 eröffnete erste Dampfstraßenbahn-Abschnitt nach Shin-Yokosuka. In zwei Etappen wurde die Strecke verlängert, am 7. April 1925 von Shin-Yokosuka nach Minami-Ōsaka und am 1. April 1927 von Minami-Ōsaka nach Shin-Matsumata. Zwischen den südlichen Streckenenden der Tōsō Tetsudō und Chūen Tetsudō bestand eine Lücke von mehr als zwanzig Kilometern. Beide Unternehmen ersetzten ihre Dampflokomotiven nach und nach durch Dieseltriebwagen (für den Personenverkehr) und Diesellokomotiven (für den Güterverkehr).
Während des Pazifikkriegs zwang die Regierung zahlreiche kleine Privatbahnen dazu, sich zwecks Effizienzsteigerung zu größeren Unternehmen zusammenzuschließen. Die Tōsō Tetsudō und Chūen Tetsudō verloren ihre Eigenständigkeit und gingen am 15. Mai 1943 in der Shizuoka Tetsudō auf. Nach Kriegsende nutzten zahlreiche Stadtbewohner die Bahnstrecken für Hamsterfahrten, sodass sie zeitweise überlastet waren. Da beide Strecken miteinander kompatibel waren, beschloss die neue Besitzerin, sie miteinander zu verbinden. Der Lückenschluss erfolgte in zwei Etappen: am 20. Januar 1948 von Shin-Matsumata nach Hamaoka-chō und am 6. September 1948 von Jitōgata nach Hamaoka-chō. Die durchgehende Strecke erhielt daraufhin die Bezeichnung Sun’en-Linie.
Die in den 1950er Jahren einsetzende Massenmotorisierung im Zuge des japanischen Wirtschaftswunders führte zu einem drastischen Bedeutungsverlust der Sun’en-Linie, zumal eine Fahrt auf der Gesamtstrecke mehr als dreieinhalb Stunden dauerte. Am 11. Juni 1959 stellte die Shizuoka Tetsudō den unrentabel gewordenen Güterverkehr ein. Eine Modernisierung der Strecke wäre dringend notwendig gewesen, lohnte sich aber finanziell nicht. Deshalb wurde sie schrittweise stillgelegt. Den Anfang machten am 27. September 1964 die Abschnitte Ōte–Shin-Fuji und Hirono-Shinden–Shin-Mitsumata. Es folgten die Abschnitte Shin-Fukuroi–Shin-Mitsumata am 28. August 1967 und Ōigawa–Hirono-Shinden am 22. August 1968. Auf dem letzten verbliebenen Teilstück Shin-Fujieda–Ōigawa verkehrten Straßenbahnen bis zum 1. August 1970.

## Bilder

Ehemalige Haltestelle Igooka (2013)
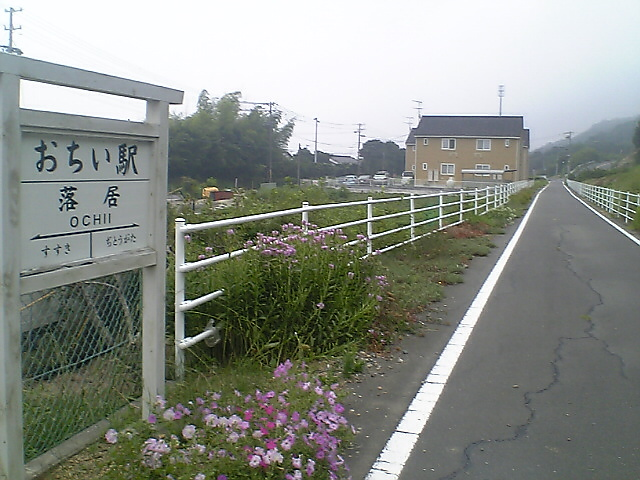
Radweg bei der Haltestelle Ochii (2006)
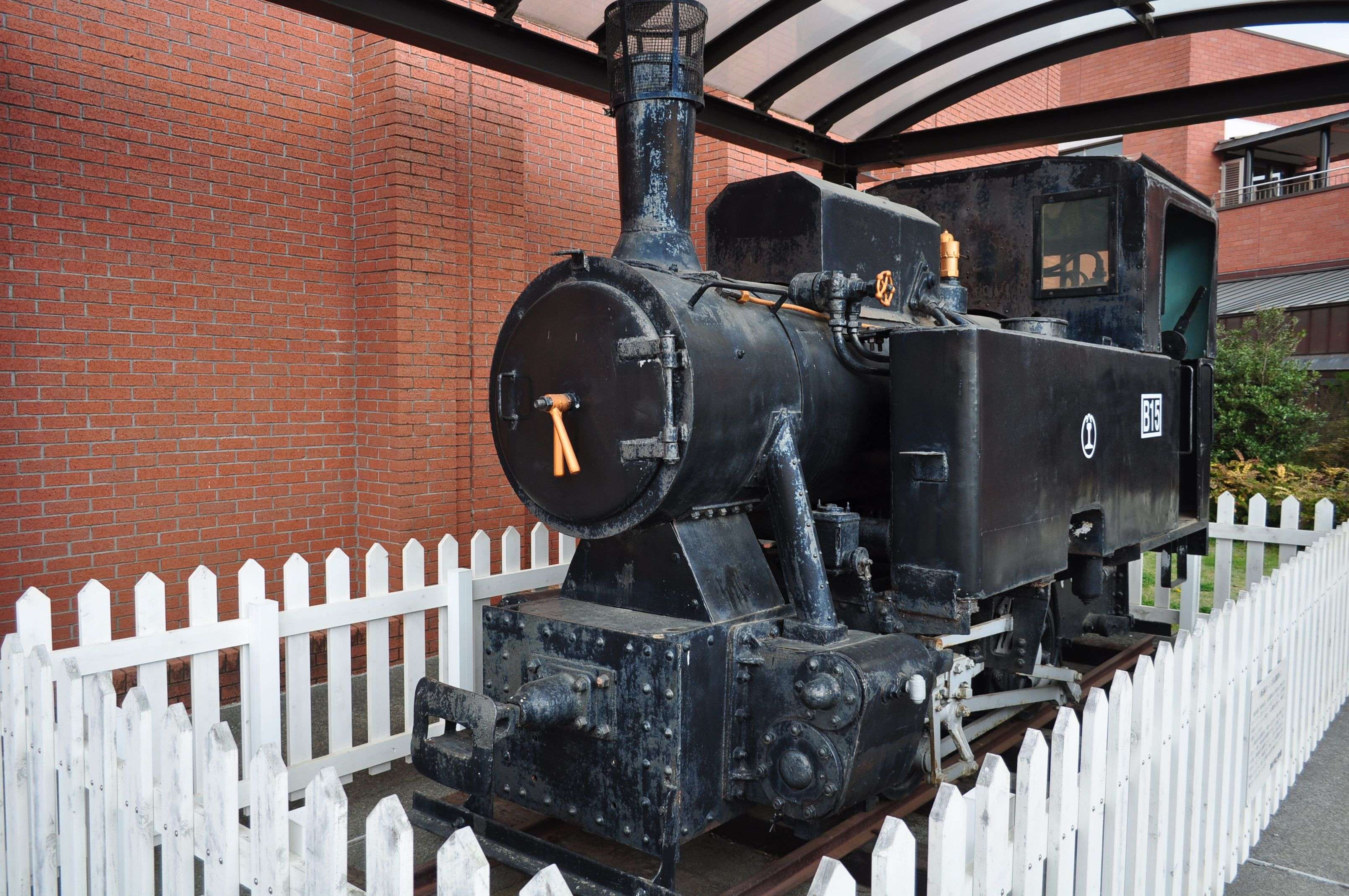
Tenderlokomotive der Baureihe B15 im Stadtmuseum Fujieda (2018)